# Huntington Place (Detroit People Mover)
Huntington Place (anteriormente conocida como Cobo Center) es una estación del Detroit People Mover, administrada por el Departamento de Transporte de Detroit. La estación se encuentra localizada dentro del Huntington Place en la 3ª planta cerca de las calles Cass y Congress en Detroit, Míchigan (Estados Unidos). La estación Huntington Place fue inaugurada en 1987. 

## Descripción
La estación Cobo Center cuenta con 1 plataforma lateral.